# Jacobus Isaac Doedes

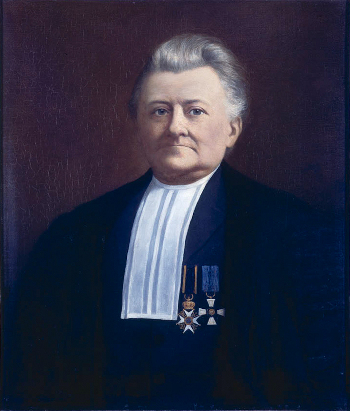
J.I. Doedes (door M.W. Liernur)

Jacobus Isaac Doedes (Langerak, 20 november 1817 - Utrecht, 19 december 1897) was een Nederlandse hoogleraar theologie te Utrecht.
Doedes studeerde in Utrecht, waar hij in 1841 promoveerde in de theologie. Hij was predikant in Hall, een dorpje bij Zutphen, en later in Rotterdam. In 1859 benoemde de Universiteit van Utrecht hem tot hoogleraar theologie.

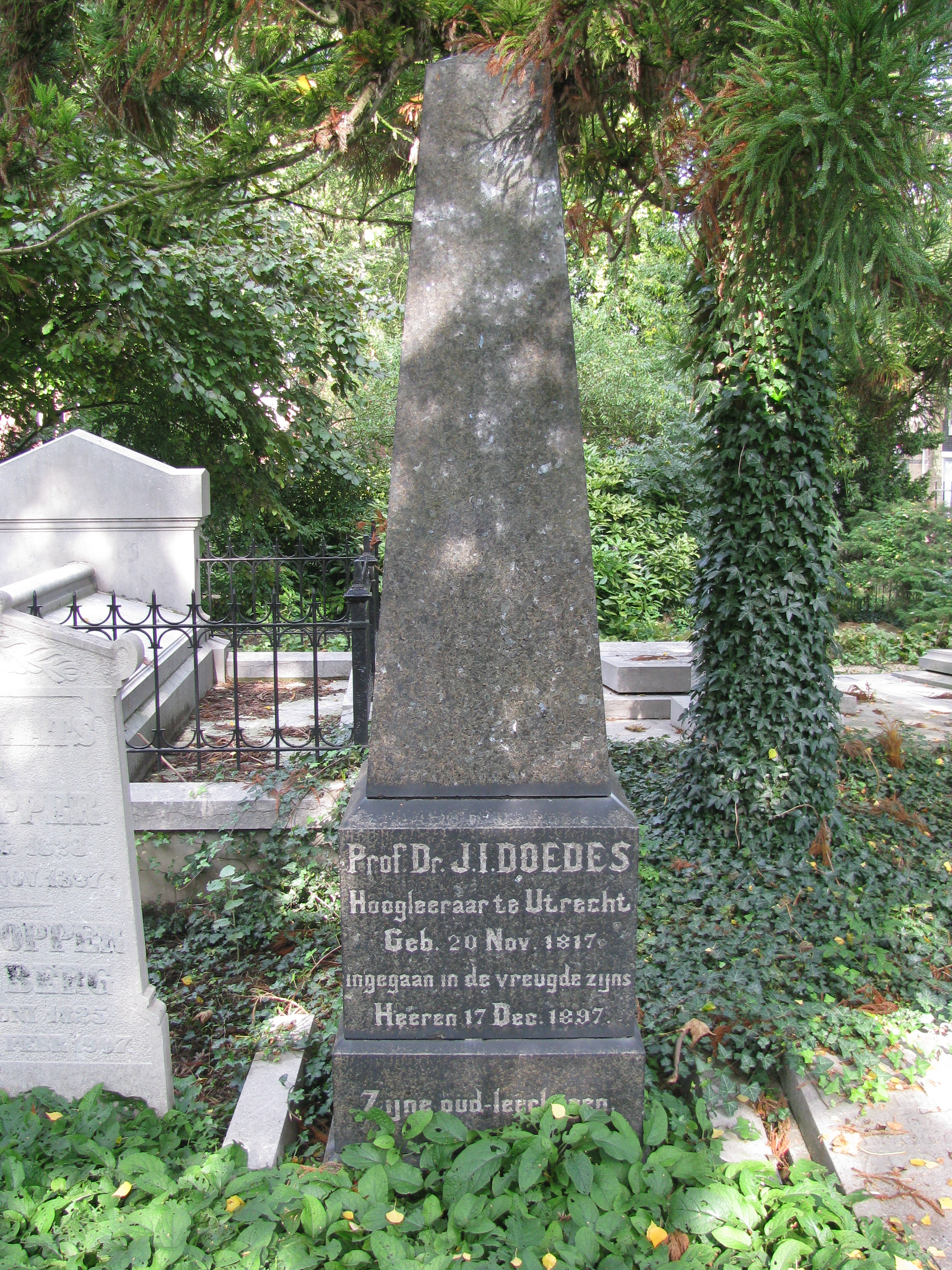
Graf van Doedes in Utrecht

Doedes gaf onder meer colleges in de exegese van het Nieuwe Testament. Hij verzette zich tegen moderne stromingen in de theologie. Als lid van de Synode streed hij voor het behoud van de tradities in de kerk. Met zijn collega Johannes Jacobus van Oosterzee redigeerde hij van 1845 tot 1858 de Jaarboeken voor wetenschappelijke theologie. Doedes publiceerde onder meer over de Heidelbergse catechismus en de Nederlandse Geloofsbelijdenis. In 1888 ging hij met emeritaat, maar hij bleef nog lang actief op theologisch gebied.